# パラサイト・イヴ2
『パラサイト・イヴ2』（パラサイト・イヴツー、PARASITE EVE2）は、1999年12月16日にスクウェア（後のスクウェア・エニックス）より発売されたコンピュータゲーム。略称はPE2。

## 概要
瀬名秀明の小説を原作としたゲーム『パラサイト・イヴ』の続編。
ゲームシステム面における前作からの共通点が少なく、中でも特筆すべき点は、キャラクターから見て前進・後退・右折・左折である通称「ラジコン操作」に変更され、□ボタンで武器を構えR1ボタンで射撃をするというものになっている。
また、前作から引き継いだ武器のチューンナップ要素も、努めて現実的な範疇に留められた。シナリオ面では、2周目以降の特別なゲームマップが廃止されたものの、後述する様々なゲームクリア後の特典が用意され、引き続き何度も遊べるという点を引き継いだ。

## 主なスタッフ
- 瀬名秀明（原作）
- 坂口博信（エグゼクティブプロデューサー）
- 岩尾賢一（ディレクター&シナリオ）
- 松浪保之（アートディレクター）
- 藤原浩（CGムービーディレクター）
- 野村哲也[注 2]（キャラクターデザイン）
- 水田直志（音楽）
- 平田裕介（プロデューサー）
- 釈由美子（CM - AYA役 ／ 広告イメージキャラクター）[3]

## ストーリー
前作の事件から3年後の西暦2000年。全米各地では散発的にN.M.C.(ネオ・ミトコンドリア・クリーチャー)発生事件が相次ぎ、しかし確実に減少、縮小傾向へと向かっていた。
マンハッタンでの事件後、アヤ・ブレアは超人的な「ネオ・ミトコンドリアの能力」により周囲から孤立し、空虚な生活を送っていた。ニューヨーク市警を辞め、アメリカ各地に出現するN.M.C.討伐を生業とするFBIの特殊機関「M.I.S.T.」へ異動し、N.M.C.ハンターとして活動していた。

### Day1
ある日、N.M.C.が出現したとの出動要請があり、アヤは「アクロポリス・タワー」へと向かう。タワーに入ると、多くのSWAT隊員の死体があった。
アヤはタワー内を注意深く進むと、カフェテリアに1人の女性を見つける。生存者だと思ったアヤは、佇む女性に話しかけると突如N.M.C.へと変身した。
アヤは変身したN.M.C.を倒した後、その頭部に「小さな機械」が埋め込まれているのを見つける。その機械を回収した後、倒したはずのN.M.C.が起き上がり、再びアヤに襲い掛かる。そこへアヤの同僚のルパートが現れて、銃でN.M.C.を倒す。
ロビーに戻ったアヤはM.I.S.Tへ応援要請の電話をするが、HALから「応援は出せない」と言われる。アヤはタワーから脱出を試みるも、扉は何者かにロックされて脱出不可能だった。他の脱出ルートを探したところ、施設内の教会にはルパートがいて謎の大男に襲われていた。負傷したルパートを助けるためアヤは大男を撃退し、大男は逃走した。
大男を追う途中、アヤは爆弾をしかけるSWAT隊員を目撃する。アヤは大男と戦い、追い込むも、大男は隣のビルに飛び移って逃走していった。その後、屋上でルパートが合流するが、SWAT隊員の仕掛けた爆破装置のスイッチが押され、ビルの下階から順に爆発が始まった。爆発が迫る中、屋上に救出のためのヘリが駆けつけ、アヤとルパートは危機一髪、タワーから脱出する。

## ゲームの概要
FBI捜査官の主人公・アヤを操作し、多くは現地調達となるアイテム（銃器、防護服、弾薬等）を用いて障害となる敵を排除しながら、クリーチャー関連事案についての捜査を進めていく。
本作はアドベンチャー色の濃いものとなっており、より深くアヤの心情を掘り下げる試みがなされ、プレイヤーのアヤに対する没入感を増幅させている（主人公の操作方法が能動的なものへ変更されたのは、この演出意図を明確化するための措置であるとも考えられる）。前作では、加速度的に規模が拡大していく“戦い”が描かれたが、対して本作では、アヤの心象を辿り“心”をクローズアップすることで、彼女の抱える葛藤と精神の救済が深く描かれており、シリーズを総括した際の大きな違いとなっている。

### 進行の要領
ゲームを進行する上で発生するイベントシーンやNPCとの会話で捜査が進展し、次にすべきこと（または、できること）がクエストとして新たに発生するが、逐次これらを遂行していくことで、最終的なクリアを目指す。
本作はアドベンチャーゲームではあるが、多くの場合、シナリオを進行する道程で敵が障害として立ちふさがり、一部は不可避にこれらを排除することが求められるため、プレイヤーにはそれらの脅威に対抗しうる装備を整えることが求められる。この際、プレイヤーは後述するBPやPEといった要素を用いて主人公の能力を向上させることができるが、この点で、前作から引き続きRPGの要素を含んでいる。
なお、エンドロール後にクリアデータの保存ができ、プレイヤーはこれを使って、2周目以降の特別な『パラサイト・イヴ2』をプレイすることができる。
- BP（バウンティ・ポイント）
  - ゲーム内で使用される通貨で、クリーチャー等の脅威を排除すると一定量加算され、逆に逃走すると減算される。これを用いて、必要な装備品等を購入・強化することができる。アヤが所属する対NMC機関が、隷下のオフィサーに対して給与とは別に発行する、装備の購入資金という設定でコンタクトレンズのような使い方をする機械に記録される[注 3]。

- PE（パラサイト・エナジー）
  - 主人公・アヤが持つ超能力の一種で、前作パラサイト・イヴで獲得した、細胞内のネオ・ミトコンドリアの能力に由来する。敵を攻撃するのに使用するほか、傷の治癒や戦闘の補助など効果は多岐にわたる。敵を排除して得られるEXPを用いて強化・獲得が可能で、本作の特徴的なゲームシステムのひとつでもある。前作で獲得したPEが序盤に使えない理由は能力の暴走を恐れたアヤがそれらをほとんど封印してしまったからだとされている。

- マルチエンディング、2周目以降
  - 前作同様、本作にも2周目以降にマルチエンド、ゲームモードが難易度別に複数用意されており、繰り返しプレイを楽しむことができる。
  - エンディングは3種類用意されているが、これは難易度には左右されず、ゲームを進行する過程でとった主人公の行動により、そのパターンが変化する。
  - 2周目以降に用意されるゲームモードは、1周目と比較して簡単なものから難しいものまで計4種が用意され、それぞれ敵の配置やキャラクターの能力が変化するが、ゲーム内容に差異は無い。

### 用語
マンハッタン島封鎖事件
1997年クリスマス・イヴから六日間にわたって起きた、ニューヨーク州マンハッタン島を舞台とする、最初にして最大のネオ・ミトコンドリア関連事件。幼くして亡くなったアヤの姉―マヤ-にまつわるストーリーで、ネオ・ミトコンドリアの覚醒と反乱が描かれた。
M.I.S.T. (Mitchondrion Investigation and Suppression Team)
正式名称はミトコンドリア調査・鎮圧班。F.B.I.に設置されたカウンターN.M.C.機関。マンハッタン島封鎖事件以後、全米に散ったN.M.C.を駆除するため、各主要都市に設置されている。
N.M.C. (Neo Mitchondrion Creature)
ネオ・ミトコンドリアと呼ばれる、特別に進化し意志を持ったミトコンドリアに肉体を支配され、その基本的構造から大きく変異した生物。
A.N.M.C. (Artificial Neo Mitchondrion Creature)
本作から登場した概念。アンミックと読む。新しい人類の形態を模索すべく、人工的に作り出されたN.M.C.。その実態は人間を改造したものであるが、いまだ技術が確立されておらず失敗したものも少なくない。
ネオテニー計画
第1次ネオテニー計画は人間の死体を使って人造人間を作ろうとした計画。
第2次は資源不足を乗り切る為に新人類を作る事を目的とした計画で、このときに作り出されたのがA.N.M.C.である。
A.N.M.C.により、人類同士を共食いさせて食物連鎖を閉じる「人類食物環論」が計画の根底にあった。この計画を行った組織については明らかにされていないが、アメリカをはじめとした多国家が参加していると思われる。
ゴーレム
第1次ネオテニー計画の死体から造られた人造人間。
超人的な能力を持ち、戦闘兵士として運用された。
チェスの駒のコードネームがついており、夜間偵察用の「ナイト」や特殊工作用の「ビショップ」など、それぞれの用途別に名前が付けられている。
No.9の正体は実はこのゴーレムのプロトタイプ。
名の由来は、ユダヤ教の伝承に登場する自分で動く泥人形の「ゴーレム」から。

### 物語の舞台
M.I.S.T.センター (M.I.S.T. Center)
ロサンゼルスにある、F.B.Iの秘密部署M.I.S.T.の支部。L.A.支部には、12名の捜査官が勤務している。カウンターN.M.C.機関ではあるものの、駆除のための戦術は確立されておらず、豊富な装備を以って各捜査官に自由な裁量での対応を求めている。ゲームを進める過程で、M.I.S.T.の存在自体を揺るがすスキャンダルが明るみに出る。
アクロポリス・タワー (Akropolice Tower)
ロサンゼルス市街、ダウンタウンにあるショッピングセンター。ここで起きるN.M.C.事案で、アヤたち捜査員に初めてA.N.M.C.の存在が明らかになる。
ドライフィールド (Dryfield)
ネバダ州モハーヴェ砂漠の中にある集落。元々数人しか住んでいなかったがN.M.C.、A.N.M.C.の出現によりダグラスを除く住人は死亡、または退去している。A.N.M.C.を追うアヤたちが、最初に訪れる場所。
ネヴァダ地下実験場 (NEVADA test site)
ドライフィールドの裏手にある、廃鉱山を利用して作られた、核シェルターを改造した施設。地下にはシャンバラと呼ばれる実験設備がある。冷戦時に民兵組織により作られた後、複数の所有者のもとを巡ったが、アクロポリス・タワー事件の数年前にとある企業に買い取られて改修され、先進的で非合法な生命科学のための大規模な臨床実験施設となっていた。なんらかの事故により職員の全てが失踪し、一部施設は破損している。
シャンバラ (Shambala)
「アーク（箱舟）」とも呼ばれる、人工日照システムを備えた地下大規模温室。改造されたA.N.M.C.被験者達は全てここで飼育されていたが、上層階の事故に伴い一部が逃亡し、ドライフィールドにその被害が及んだことから、M.I.S.T.の調査が入るきっかけとなった。

## 登場キャラクター

### メインキャラクター
アヤ・ブレア（Aya Brea）
年齢：27歳
主人公。誕生日は11月20日。髪型はショートヘアに変わった。前作（3年前）の時点で勤めていたN.Y.P.D.（ニューヨーク市警）を同僚への配慮から辞め、現在はM.I.S.T.のN.M.C.ハンターとしてFBIに勤務している。3年前の事件の際、覚醒させられているミトコンドリアを抱え込んでいる影響で、その美貌は全く衰えを見せていないが、本人はそのことに虚しさを憶えている。マンハッタン島封鎖事件において我が身に降りかかった宿命にショックを受け、それ以来その傷を引きずって生きている。前作では勝気な性格だったが、ミトコンドリアの暴走を恐れ感情を抑えつけているため、冷静になっており、周りからは物静かな女性と思われている。
アヤのシャワーシーンはゲーム書籍でも話題にされるシーンとして評価されている。
カイル・マディガン（Kyle Madigan）
年齢：29歳
自称・ロサンゼルスの私立探偵。ドライフィールド付近にあるシェルターを調べに来たと言い、アヤと協力することになる。M.I.S.T.本部の調査ではテキサス州生まれでアーバイン在住、合衆国空軍で4年間、兵士として勤務していた経歴を持つ。行動や目的など、色々と怪しい側面もあるがそれはゲームを進めるうちに明らかになってくる。
ピアース・D・キャラダイン（Pierce D.Carradine）
年齢：31歳
M.I.S.T.所属の情報処理担当捜査官。凄腕のハッカーだったがFBIに逮捕され、司法取引でM.I.S.T.に協力している。年齢のわりに子供っぽく一途で、アヤへの好意から時折無鉄砲な行動に出るが、それが事件解決の大きな手助けとなることもある。インドア系の外見や特技とは裏腹にアウトドアを趣味としているが、銃は苦手。

### サブキャラクター
ルパート・ブロデリック（Rupert Broderick）
年齢：37歳
M.I.S.T.所属の捜査官。元々FBIの捜査官であったが、妻と娘をN.M.C.に殺されたことから、志願してM.I.S.T.へ転属してきた。N.M.C.を目にすると、普段の温厚な人格から一転、残忍な顔を覗かせるようになる。そのため同僚からは避けられており、同じように周囲からは浮いているアヤとは任務を超えて助け合うことも多い。
ジョディ・ブーケ（Jodie Bouquet）
年齢：24歳
M.I.S.T.所属の火器管制担当官。アヤを慕っている。言動は少々子供っぽいが腕は確かなようだ。
エリック・ボールドウィン（Eric Baldwin）
年齢：50歳
M.I.S.T.を指揮する上級捜査官。非常に厳格な人物で、部下達からはその性格を揶揄され「HAL」と渾名される。終盤でM.I.S.T.の情報をA.N.M.C.を開発していた組織に横流ししていた人物だったことが発覚する。
“No.9”
アクロポリス・タワー事件以後、何度もアヤの前に立ちはだかる謎の巨漢。異常なまでの身体能力を持ち、マチェットやガンブレードを武器にA.N.M.C.を狩る。アヤと同じくN.M.C.ハンターであると称する。素性を含め一切が謎の人物。
ギャリー・ダグラス（Gary Douglas）
年齢：56歳
ドライフィールドで廃車解体業を営む隻脚の老人。愛犬フリントと共に、たった一人でN.M.C.から町を守っている。大変な銃器の蒐集家であり、そしてアヤを助ける数少ない人間の一人。
フリント（Flint）
ダグラスの愛犬。人懐こい気性で非常に賢く、アヤやピアースを助けるために奔走する。シリアスなストーリーの中にあって、唯一安息を齎してくれる貴重な癒しの存在。バーナー戦において、戦闘開始から3分以内にバーナーのHPを1627まで削らなかった場合はバーナーが逃亡する際に巻き添えになって死亡してしまうが、3分以内にバーナーのHPを1627まで削り、バーナーを撃破すれば死を免れる（バーナーを撃破すると全体が黒くなって消える際に白い湯気が出るようになる）。
“EVE”（イヴ）
アクロポリス・タワー事件後からアヤを度々襲う白昼夢に登場する、金髪碧眼の少女。容姿が幼い頃のアヤと瓜二つ。
ナギダ（Nagida.M）
SWATに変装し、アクロポリス・タワーに潜入、および大量の爆弾を仕掛けた人物。
ボーマン（Bowman）
ネヴァダ地下研究所の幹部研究員。今作の事件が明るみに出る発端となった人物で、所謂マッドサイエンティスト。アヤ曰く、研究の過程で目的と手段が入れ替わってしまった最悪のケース。
グラント（Grant）
合衆国大統領直属部隊所属の少尉。ネヴァダ研究所を制圧するために送り込まれた部隊の指揮官。任務一辺倒というわけではなく、アヤにも協力的な人物。なお、階級は少尉だが、大統領直属の部隊を指揮する立場から、四軍における少佐と同程度の権限を与えられている。

## 他の作品との関連

### 前作とのリンク
ダニエル
彼の料理が不味いという趣旨のアヤの回想メッセージで登場。
前田（まえだ）
彼の書いた論文についてのアヤのメッセージ、そしてエピローグに登場。また、彼の名前を冠した、ピストル用の特殊な弾薬が登場。
合衆国特殊部隊隊員
隊員の一部は、マンハッタン島封鎖事件の時にEve及びN.M.C.攻撃のために出動していた部隊の生き残りであったため、アヤのことを知っていた。そのため極秘作戦であるにもかかわらず、部外者のアヤに協力的な態度で接する。

### ファイナルファンタジーシリーズへのオマージュ
クラウド・アンチウィルス
作中に登場する、架空のコンピュータ・ウィルスの名称。
雑誌「エアリス」9月号
作中に登場する、架空の科学専門誌の名称。
ガンブレード
『ファイナルファンタジーVIII』に登場する架空の武器。ただし、同作品に登場するものとはデザインや機能が異なる。本作においては、“No.9”が愛用する武器として、あるいは2周目以降に獲得できる特別な武器として登場する。

### 2001年宇宙の旅シリーズへのオマージュ
- 「HAL」というボールドウィンの渾名。
- フロイド、チャンドラ、ボーマンなど、研究員の名前。